# Lenarija Mingazowa
Lenarija Railjewna Mingazowa (ur. 20 marca 1986) – kazachska judoczka.
Uczestniczka mistrzostw świata w 2010, 2011, 2013 i 2015. Startowała w Pucharze Świata w latach 2007-2014. Brązowa medalistka igrzysk azjatyckich w 2014. Trzecia na mistrzostwach Azji w 2009 i 2013; piąta w 2011 i 2012 roku.